# Irma Vep
Irma Vep é um filme de 1996 dirigido pelo diretor francês Olivier Assayas, estrelando a atriz de Hong Kong Maggie Cheung (interpretando ela mesma) em uma história sobre as dificuldades de um diretor de cinema francês de meia-idade (interpretado por Jean-Pierre Léaud) ao tentar refazer o seriado clássico da era do cinema mudo de Louis Feuillade, Les Vampires. Ocorrendo em grande parte através de um olhar estrangeiro (Cheung), é também uma meditação sobre o estado atual da indústria do cinema francês.
O filme foi exibido na seção do Festival de Cannes de 1996, Un Certain Regard.

## Elenco
- Maggie Cheung como ela mesma
- Jean-Pierre Léaud como René Vidal
- Nathalie Richard como Zoé
- Antoine Basler como Jornalista
- Nathalie Boutefeu como Laure
- Alex Descas como Desormeaux
- Dominique Faysse como Maïté
- Arsinée Khanjian como americano
- Bernard Nissile como Markus
- Olivier Torres como Ferdinand e Moreno
- Bulle Ogier como Mireille
- Lou Castel como José Mirano
- Jacques Fieschi como Roland
- Estelle Larrivaz como La standardiste
- Balthazar Clémenti como Robert